# 우바코역
우바코역(일본어: 姥子駅)은 일본 가나가와현 아시가라시모군 하코네정에 위치한 하코네 로프웨이의 역이다. 역 번호는 OH 64이다.

## 개요
하코네 케이블카 중간역이다. 오와쿠다니 역과 도겐다이 역 사이가 직선으로 연결되지 않았기 때문에 본 역에서 케이블을 굽히지 않는다. 케이블카는 안에서 열지 못하도록 하는 구조이므로 한 번은 사람이 타고 있는 로프웨이의 모든 것을 우바코 역무원이 밖에서 열고 우바코에서 내리는지 승객에게 묻고 있었다. 하차객은 역무원의 유도에 따라서 내리고 내리지 않는 손님일 경우에는 그대로 역무원이 문을 닫았었다. 신형 케이블카는 자동으로 문을 여닫게 된다.

## 역사
- 1960년 9월 7일: 오와쿠다니 ~ 도겐다이 역 구간 연장으로 영업 개시.
- 2006년 6월 1일 ~ 2007년 5월 31일: 로프웨이의 전환 공사로 인한 휴업. 이후, 2007년 5월 31일까지 등산 버스가 오와쿠다니 역 ~ 우바코역 ~ 도겐다이 역으로 운행함. 평소에는 10분 간격의 운행이지만 관광 단체들과 해적선 도착 때는 전원 승차하는 대로 출발했다. 하코네 프리패스, 겨울판도 포함한 위크데이 패스 소지자 만 승차 가능했었다.
- 2007년 6월 1일: 영업 재개.
- 2015년
  - 5월 6일: 하코네 산의 분화 경계 수준이 2로 오름에 따라, 하코네 로프웨이 전 노선 운휴.
  - 5월 20일: 소운잔 역에서 본 역을 거쳐 도겐다이 역까지 대체 버스 운행 개시.
  - 6월 30일: 분화 경계령이 3으로 올라서 대체 버스 운휴.
  - 7월 6일: 당역 ~ 도겐다이 역 구간 대체 버스 운행 개시. 도겐다이 역에서 고라 역행 대체 버스 접속.
  - 9월 14일: 분화 경계 수준이 2로 낮아져, 소운잔 역 ~ 도겐다이 역 구간 대체 버스 운행 재개.
  - 10월 30일: 당역 ~ 도겐다이 역 구간 운행 재개. 대체 버스는 계속 운행.

## 역 구조
역사 내에는 자동 매표기 한 대가 설치되어 있다. 역전에는 과거에 사용된 케이블카 반기가 전시되어 있다.
본 역에는 본 역에서 도겐다이 역까지 노선의 케이블카를 운행하는 근원이 되는 발전 설비가 설치되어 있다.

## 역 주변
인근에는 온천 등도 있는 관광지이다. 여관, 호텔, 휴양소 등도 있다.
- 우바코 온천
- 후나미이와
- 우바코 석불군

## 사진

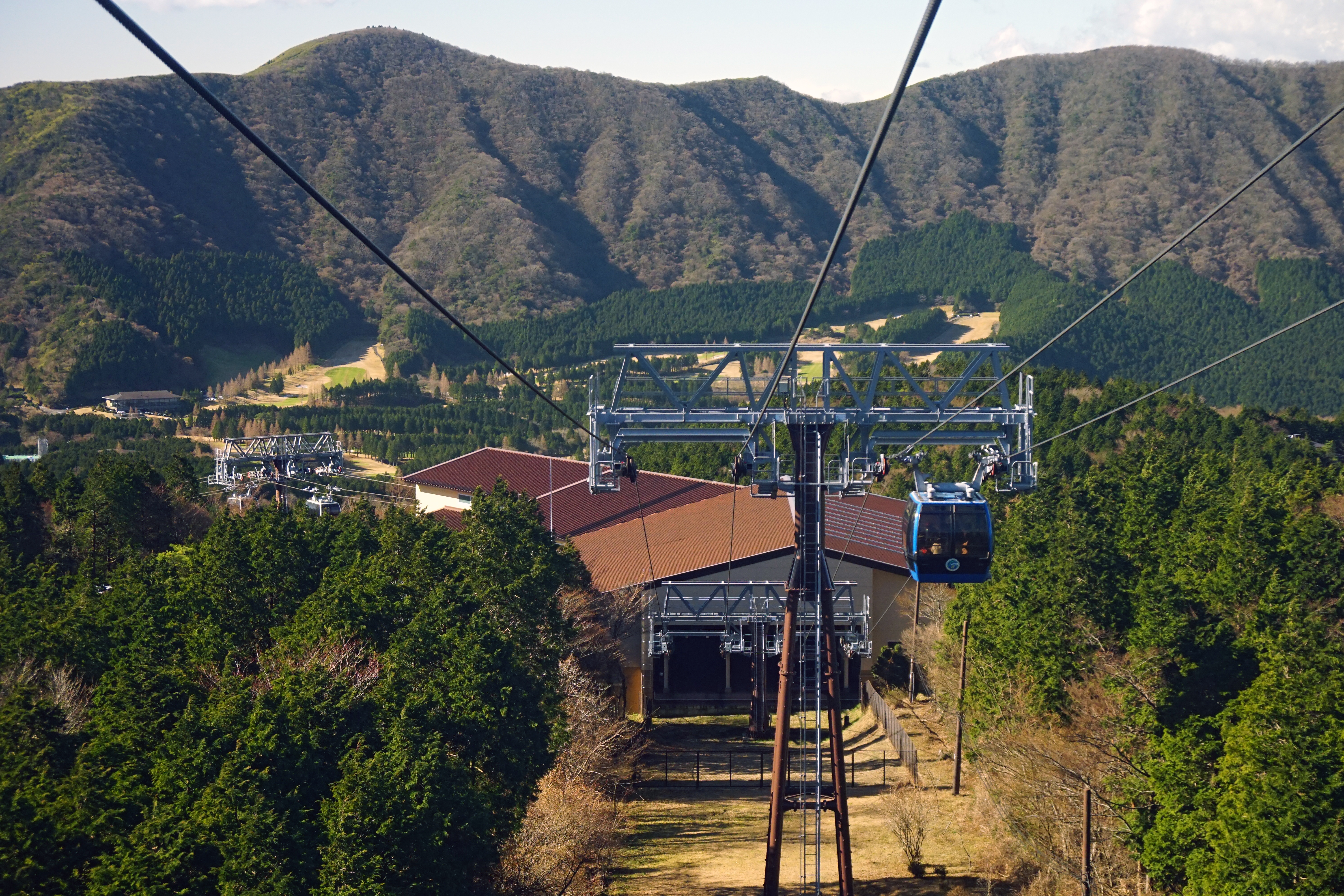
로프웨이 내부에서 조망한 우바코 역
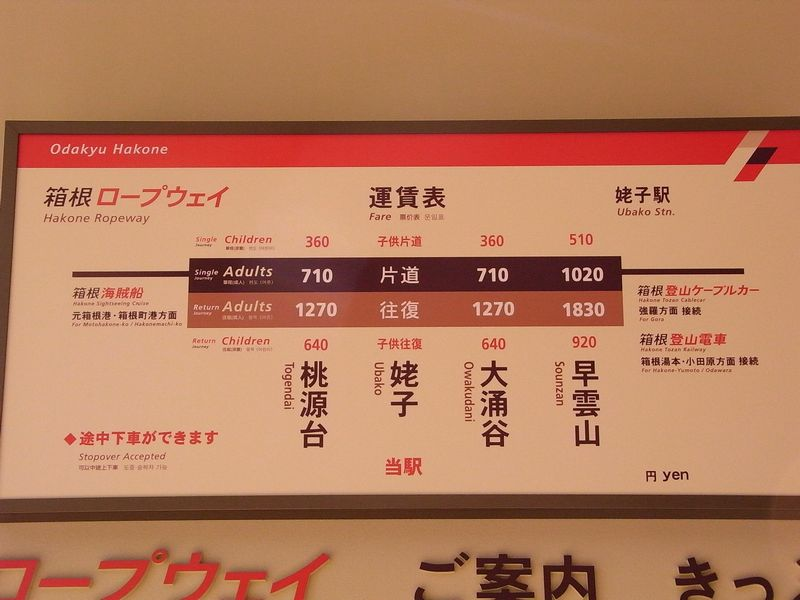
요금 표

## 인접역
| 하코네 로프웨이 하코네 로프웨이 | 하코네 로프웨이 하코네 로프웨이 | 하코네 로프웨이 하코네 로프웨이 |
| ------------------------------- | ------------------------------- | ------------------------------- |
| OH 63 오와쿠다니 소운잔 방면    |                                 | 도겐다이 OH 65 도겐다이 방면    |